# Menville
Menville (em occitano:  Menvila) é uma comuna francesa na região administrativa da Occitânia, no departamento do Alto Garona. Estende-se por uma área de 5.07 km², com 775 habitantes, segundo o censo de 2018, com uma densidade de 150 hab/km².